# Pleurobrachiidae
Famille
Synonymes
- Pleurobrachiadae  Chun, 1880[2]

Les Pleurobrachiidae constituent une famille de cténophores de l'ordre des Cydippida. 

## Liste des genres
Selon World Register of Marine Species (2 novembre 2019), cette famille contient 31 espèces réparties en 6 ou 7 genres :
- genre Ceroctena C. Carré & D. Carré, 1991 -- 1 espèce
- genre Hormiphora L. Agassiz, 1860 -- 16 espèces
- genre Minictena C. Carre & D. Carre, 1993 -- 1 espèce
- genre Moseria Ghigi, 1909  (genre vidé au profit de Pleurobrachia)
- genre Pleurobrachia Fleming, 1822 -- 10 espèces
- genre Sabaudia Ghigi, 1909 -- 1 espèce
- genre Tinerfe Chun, 1898 -- 2 espèces

## Publication originale
- Chun, Carl, 1852-1914, Die ctenophoren des golfes von Neapel und der angrenzenden meeres-abschnitte (publication), Inconnu, Leipzig, 1880, [lire en ligne].